# Serena Brancale
Serena Brancale (née à Bari le 4 mai 1989) est une auteure-compositrice-interprète italienne.

## Biographie

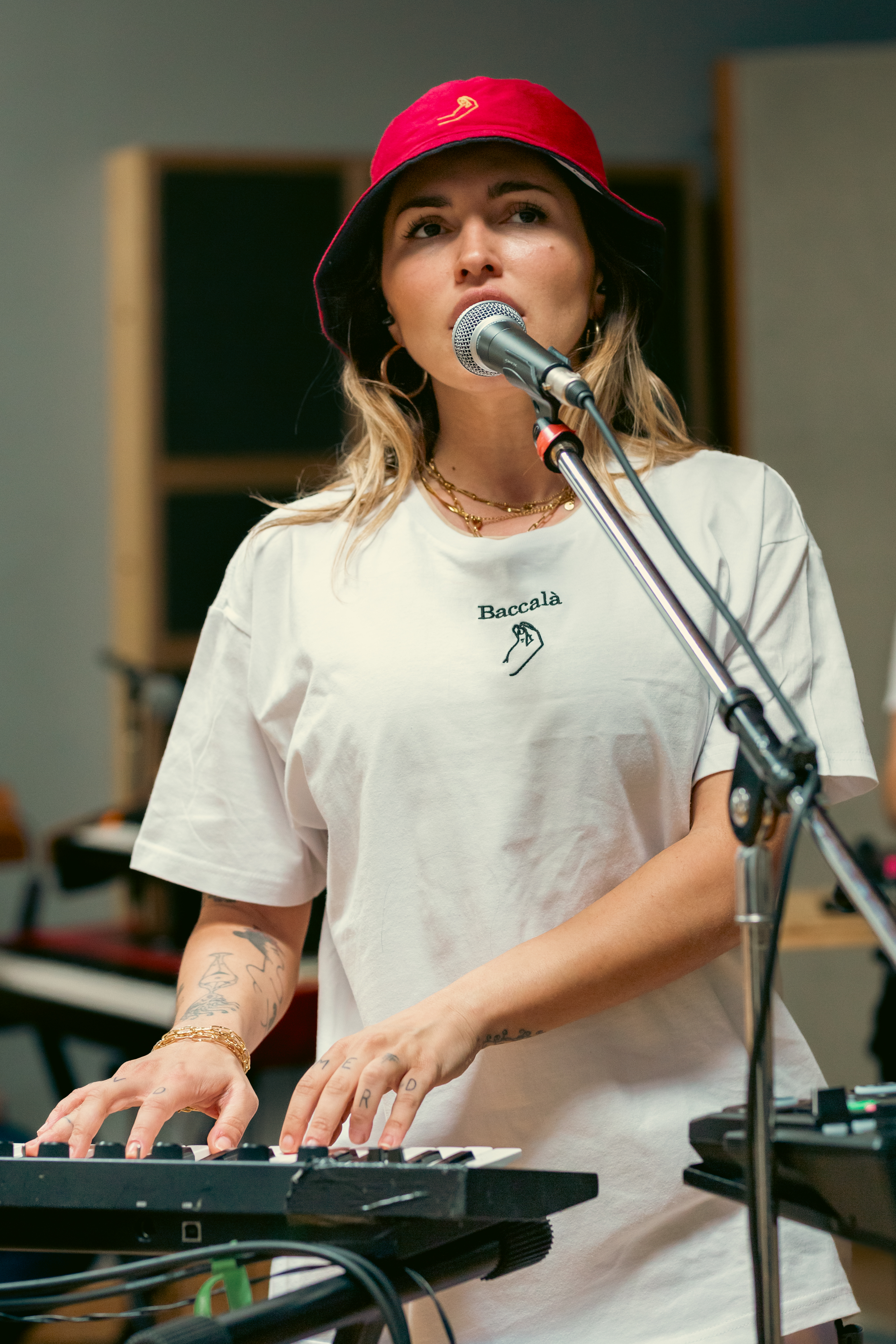
Serena Brancale en 2024

Serena Brancale est née à Bari. Son père est un ancien footballeur et sa mère dirigeait une école de musique. Elle a une sœur, Nicole. 
Sa mère lui a fait découvrir le violon et le piano dès son enfance. Après avoir étudié le graphisme publicitaire à l'Académie des Beaux-Arts de Bari, Brancale a obtenu un diplôme en chant jazz au Conservatoire de Bari. À l’âge de 26 ans, elle s’installe à Rome. 

### Carrière
En 2003, elle joue le rôle d'Annamaria dans le film Mio cognato. Elle a participé à la section Nuove proposte du Festival de Sanremo 2015 avec sa chanson Galleggiare, titre issu de son premier album studio. Elle a sorti deux albums studio, Vita da artista et Je so accussì, respectivement en 2019 et 2022.
En février 2024, elle a sorti Baccalà, un single en dialecte barese qui est devenu viral sur TikTok en Italie. En avril, elle interprète Baccalà avec Annalisa lors du concert de cette dernière à Bari. Elle sort deux autres singles en dialecte barese en 2024 : La zia et Stu cafè.
En décembre 2024, elle a été annoncée comme l'une des participantes au Festival de Sanremo 2025. Elle a déclaré que sa chanson, intitulée Anema e core, rendra hommage à Pino Daniele.